# Zbigniew Piotrowski (ekonomista)
Zbigniew Stanisław Piotrowski (ur. 20 maja 1948, zm. 30 maja 2006) – ekonomista, doktor habilitowany nauk ekonomicznych.

## Życiorys
Ukończył studia na Wydziale Handlu Zagranicznego Szkoły Głównej Planowania i Statystyki, gdzie potem w latach 1976–1982 był adiunktem. W latach 1982–1988 pełnił funkcję kierownika zakładu w Instytucie Koniunktur i Cen Handlu Zagranicznego, a w roku 1989 funkcję wicedyrektora w tym Instytucie.

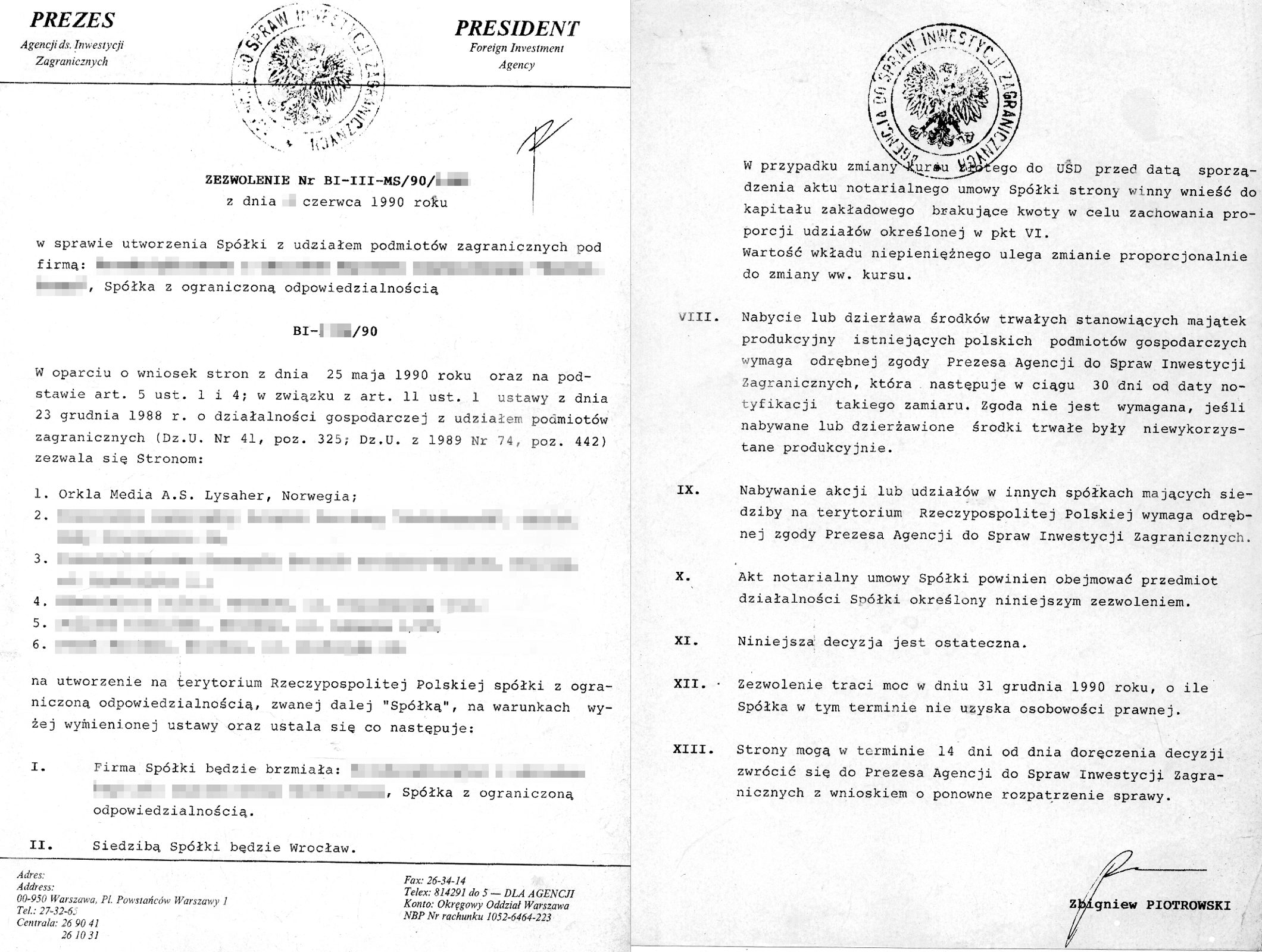
Podpisane przez Zbigniewa Piotrowskiego jako Prezesa Agencji do Spraw Inwestycji Zagranicznych zezwolenie dla norweskiej firmy Orkla Media

Mianowany prezesem Agencji do Spraw Inwestycji Zagranicznych pełnił tę funkcję latach 1990–1991, a od 1991 do 1993 był wicegubernatorem Agencji ds. Multilateralnych Gwarancji Inwestycyjnych; w latach 1991–1994 był przewodniczącym rady nadzorczej Fabryki Samochodów Małolitrażowych i jednocześnie, w latach 1991–1993 pełnomocnikiem i doradcą ministra przekształceń własnościowych do spraw negocjacji ze spółką FIAT.
Był też współzałożycielem i członkiem (w latach 1990–2003) rady nadzorczej Międzynarodowej Fundacji Rozwoju Rynku Kapitałowego i Przekształceń Własnościowych w Rzeczypospolitej Polskiej.
W latach 1995–1999 był przewodniczącym rady nadzorczej NFI Hetman S.A.; od roku 1997 pełnił funkcję członka rad nadzorczych w różnych spółkach niepublicznych, m.in. w Polimex-Cekop S.A., Mostostal Siedlce S.A., Agros Holding S.A.